# Gertrud Neuwirth
Gertrud Neuwirth (geboren 9. April 1942 in Prag, damals Protektorat Böhmen und Mähren) ist eine deutsche Juristin, Richterin und ehemalige Präsidentin des Oberlandesgerichtes Naumburg sowie ehemaliges Mitglied des Thüringer Verfassungsgerichtshofs.

## Karriere

### Bayern
Im November 1969 begann Gertrud Neuwirth nach dem Abschluss ihrer juristischen Ausbildung ihre juristische Karriere im bayerischen Justizdienst. 1972 wurde sie zur Richterin am Amtsgericht München ernannt. Im Frühjahr 1987 wurde Gertrud Neuwirth zur weiteren aufsichtsführenden Richterin ernannt.

### Thüringen
1991 bis 1996 hat sie im Geschäftsbereich des Thüringer Justizministeriums den Aufbau einer rechtsstaatlichen und leistungsfähigen Justiz maßgeblich mitgestaltet, unter anderem als Präsidentin des Landgerichts Meiningen. Von 1995 bis 2000 war Neuwirth außerdem Mitglied des Thüringer Verfassungsgerichtshofs.

### Sachsen-Anhalt
Am 1. Oktober 1996 übernahm sie als Nachfolgerin von Gründungspräsident Jürgen Goydke die Leitung des Oberlandesgerichts Naumburg in Sachsen-Anhalt. Sie hat unter anderem die Amtsgerichtsstrukturreform und die Schaffung von Justizzentren vorangetrieben. Am 1. August 2003 trat sie in den Ruhestand. Nachfolger im Präsidentenamt wurde Winfried Schubert.